# ジョヴァンニ・フィオーレ・コルテラッチ
ジョヴァンニ・フィオーレ・コルテラッチ（Giovanni Fiore Coltellacci）は、イタリアの撮影監督。

## 参加作品
- 最後のマイ・ウェイ
- トランスポーター3 アンリミテッド
- いのちの戦場 -アルジェリア1959-
- ホステージ
- ボディスナッチ
- スズメバチ